# Pseudanthistiria burmanica
Pseudanthistiria burmanica är en gräsart som beskrevs av Joseph Dalton Hooker. Pseudanthistiria burmanica ingår i släktet Pseudanthistiria och familjen gräs. Inga underarter finns listade i Catalogue of Life.